# Pedicularis anas
Pedicularis anas är en snyltrotsväxtart. Pedicularis anas ingår i släktet spiror, och familjen snyltrotsväxter.

## Underarter
Arten delas in i följande underarter:
- P. a. anas
- P. a. nepalensis
- P. a. tibetica
- P. a. xanthantha